# キシノウエトカゲ
キシノウエトカゲ(Plestiodon kishinouyei)は、爬虫綱有鱗目トカゲ科トカゲ属に分類されるトカゲ。

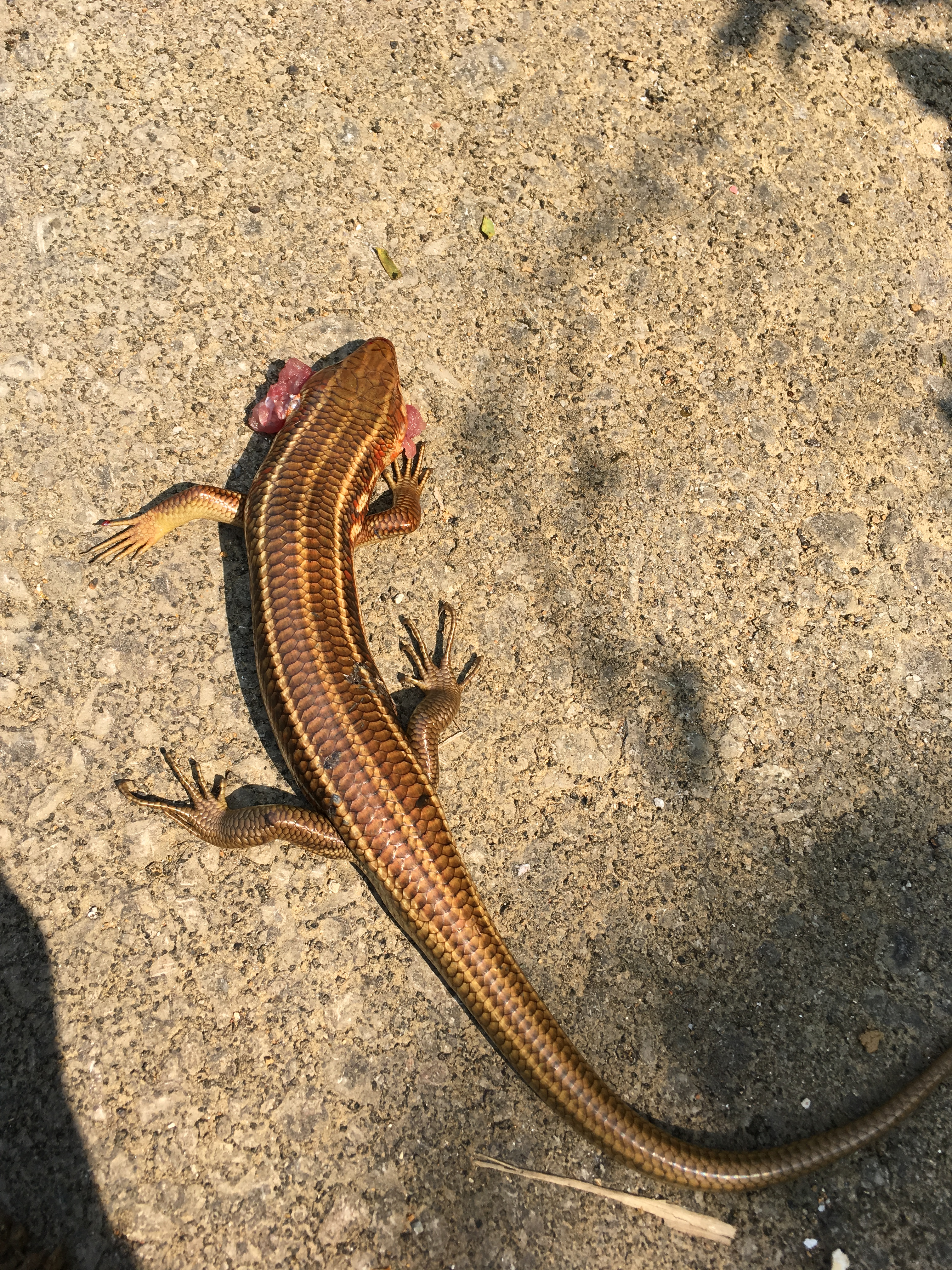
2019年石垣島にて　轢死体

## 分布
日本（宮古列島、八重山列島）固有種

## 形態
全長28 - 41センチメートル。頭胴長は14 - 17.2センチメートル。全長は30 - 38cmで、最大全長は40cmになる。日本に分布するトカゲ亜目の構成種では最大種。胴体の列になった鱗の数（体鱗列数）は24 - 28。背面の体鱗数は24 - 26列。背面は淡褐色で、体側面は暗褐色、腹面は淡灰色。
幼体の体色は黒で、黄色い縦縞が7本入る。このうち最も外側の縦縞は、前肢より前部では破線状になる。
オスは頭部がより幅広く、頭部下面が赤みをおびる。オスの成体は頭部が大型で幅広く幅は約3cmにもなり、顎は赤みを帯び、繁殖期にはより鮮やかになる。

## 生態
草原や農耕地・民家の周辺・常緑広葉樹からなる開けた二次林などに生息し、平地の開けた環境でみられる。カニなどの作った穴や石や木などの根元の穴などを巣として利用する。
甲虫類や直翅類・鱗翅類の幼虫などの昆虫、ミミズ、サキシマヌマガエル、イシガキトカゲやサキシマスベトカゲなどを食べる。飼育下ではマウスを食べた例もある。捕食者としてヘビ類・サギ類・カンムリワシ・イリオモテヤマネコが挙げられる。
繁殖様式は卵生。3 - 4月に交尾を行い、この時期になるとオス同士の争いがみられる。4 - 5月に産卵すると考えられ、6月にかけて土手に空いた穴や石や倒木・枯草の下などで、抱卵中のメスが発見された例がある。6 - 7月に、卵から孵化した幼体が現れる。

## 人間との関係
人為的に移入されたインドクジャク（石垣島・伊良部島・黒島・小浜島・宮古島）・ニホンイタチ（伊良部島・波照間島・宮古島）・ノネコ（西表島）による捕食などにより生息数は減少している。道路建設・舗装に伴う車両による轢死（石垣島・西表島・宮古島）によっても、生息数が減少している。波照間島では1982年以降は確実な目撃例がなく、絶滅した可能性もある。生息数が比較的多いと考えられていた与那国島でも、近年になりインドクジャクが侵入・定着し影響が懸念されている。日本では1975年に、国の天然記念物に指定されている。2017年現在は沖縄県レッドリストで、準絶滅危惧と判定されている。
絶滅危惧II類 (VU)（環境省レッドリスト）